# Ærø Folkehøjskole
Ærø Højskole, Ærøskøbing på Ærø var en grundtvigsk folkehøjskole oprettet den 1. august 1978 og nedlagt den 9. januar 2011. 
Højskolen havde fire linjer: Musik, Sang og Sangskrivning, Elektronisk musik og Komposition og Skuespil. 
Højskolen havde to årlige lange kurser af cirka fire måneders varighed, med start enten forår eller efterår. Derudover havde Ærø Højskole korte sommerkurser. 
Skolen havde gennem årene en lang række anerkendte kunstnere tilknyttet som undervisere. Skolens sidste forstander var Henrik Hartvig.
I marts 2010 meddelte højskolen, at den på grund af økonomiske problemer ikke holdt flere kurser fra midten af sommeren samme år.
Bestyrelsen besluttede at få gang i skolen igen fra årsskiftet, men det lykkedes ikke den genansatte forstander Henrik Hartvig at genoplive skolen, og alle kursusaktiviteter er ophørt. Det besluttede højskolens bestyrelse på et bestyrelsesmøde søndag den 9. januar 2011.
I janauar 2011 blev lærerne ansat på Ryslinge Højskole, og eleverne, som i 2011 skulle være startet på Ærø Højskole, kan deltage i deres kurser på Ryslinge Højskole. Sammensmeltningen mellem de to højskoler betyder, at Ryslinge Højskole nu vil udbyde kurser i elektronisk musik, musik og sangskrivning, drama, foto og USA.
Med lukningen af Ærø Højskole i Ærøskøbing slutter 33 års højskolehistorie. Skolen har i alle årene haft musik og drama som hovedtema. 
Sidst i december 2010 blev højskolebygningerne solgt til en forretningsmand, der har planer om at indrette et hotel i bygningerne, som før højskolen blev etableret var badehotel. 

## Ekstern henvisning
- Ærø Højskole